# El abrazo (escultura)
El abrazo, también conocido como monumento a los abogados de Atocha, es un ejemplar de arte público en Madrid. Adaptación tridimensional del cuadro homónimo obra de Juan Genovés, la escultura sirve como recuerdo a las víctimas de la matanza de Atocha de 1977, cometida por pistoleros de ultraderecha.

## Historia y descripción
El monumento fue iniciativa del sindicato Comisiones Obreras (CC. OO.), que insistió al Ayuntamiento de Madrid con el propósito de la instalación de un monumento conmemorativo a las víctimas del atentado del 24 de enero de 1977, en el que un grupo de sicarios neofascistas asesinaron a cuatro abogados y un sindicalista vinculados al Partido Comunista de España y a CC. OO. e hirieron de gravedad a otras cuatro personas.
La comisión de Estética Urbana del Ayuntamiento de Madrid aprobó el proyecto en noviembre de 2002, decantándose por el diseño de Juan Genovés consistente en una escultura de bronce basada en la pintura homónima del artista, que representa un círculo de personas unido en un abrazo de grupo; presentaría un diámetro de 3,5 m y una altura de 4,0 m, con una base de piedra blanca con protección antigrafiti.
El monumento es una adaptación tridimensional de la popular pintura El abrazo, encargada al autor en 1976 por la Junta Democrática de España y que fue utilizada durante la Transición española para clamar por la liberación y amnistía de presos políticos. El propio Genovés llegó a ser arrestado tras la impresión de la imagen original y estuvo una semana en prisión. Erigido en la plaza de Antón Martín, a pocos metros de distancia del despacho donde tuvo lugar la masacre, en la calle de Atocha, 55, fue descubierto el 10 de junio de 2003.
El 24 de enero de 2007, con ocasión del 30.º aniversario del atentado, se añadió una placa conmemorativa de granito a la parte inferior del monumento que reza: «a los abogados de atocha: si el eco de su voz se debilita, pereceremos», adaptación de un fragmento de un poema firmado por Paul Éluard.